# Aszuradeh
Aszuradeh (pers. آشوراده) lub Aszur Ada (ros. Ашур-Ада) – jedyna wyspa irańskiego wybrzeża Morza Kaspijskiego. Powierzchnia wyspy wynosi 800 ha. Znajduje się na wschodnim krańcu półwyspu Miankale w ostanie Mazandaran, 3 km od Bandar-e Torkaman.
Wyspę zamieszkiwało niegdyś 300 rodzin, ale obecnie jest ona niezamieszkana. Wyspa była okupowana przez wojska rosyjskie w 1837 roku pomimo protestów Iranu. Po okupacji armia rosyjska utrzymywała na wyspie swoją placówkę wojskową przez kilka dekad.

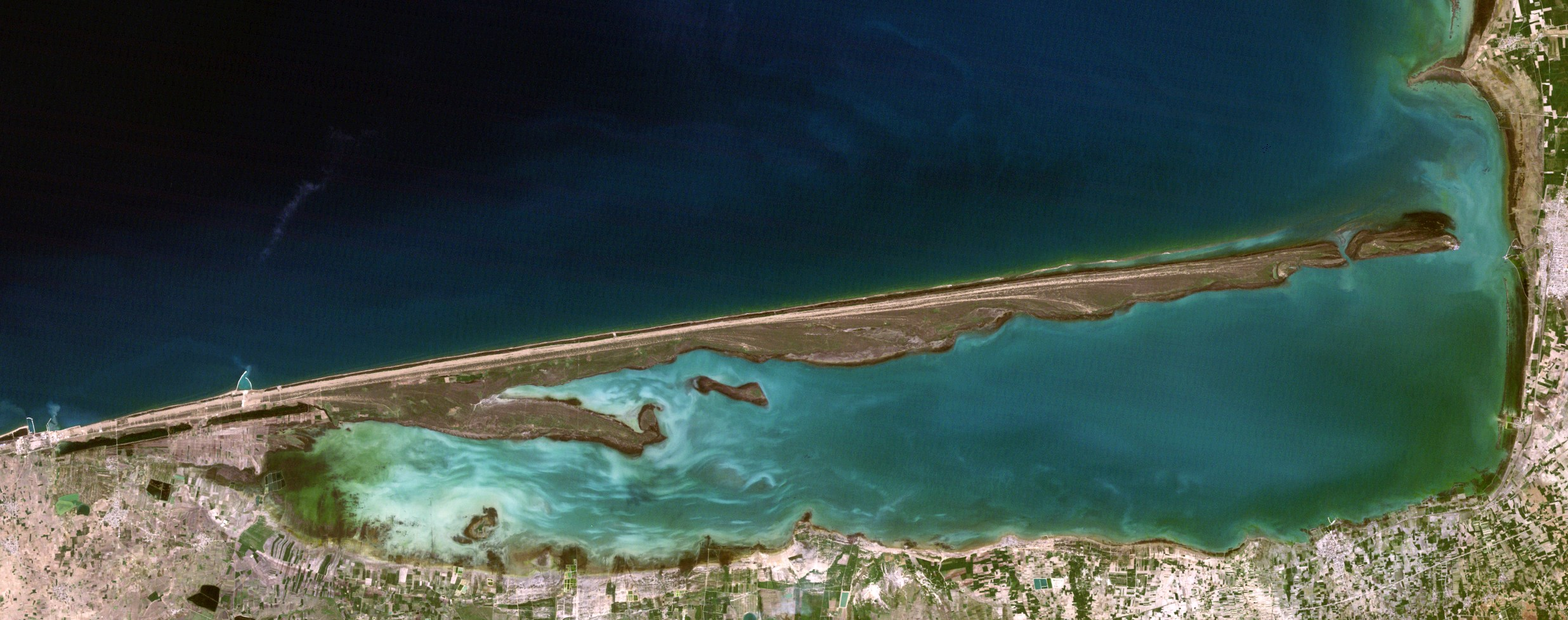
W połowie lat 1990. notowano najwyższy poziom Morza Kaspijskiego, co spowodowało wyodrębnienie się najdalej wysuniętego na wschód skrawku Mierzei Miankale i ponowne uformowanie wyspy Aszuradeh

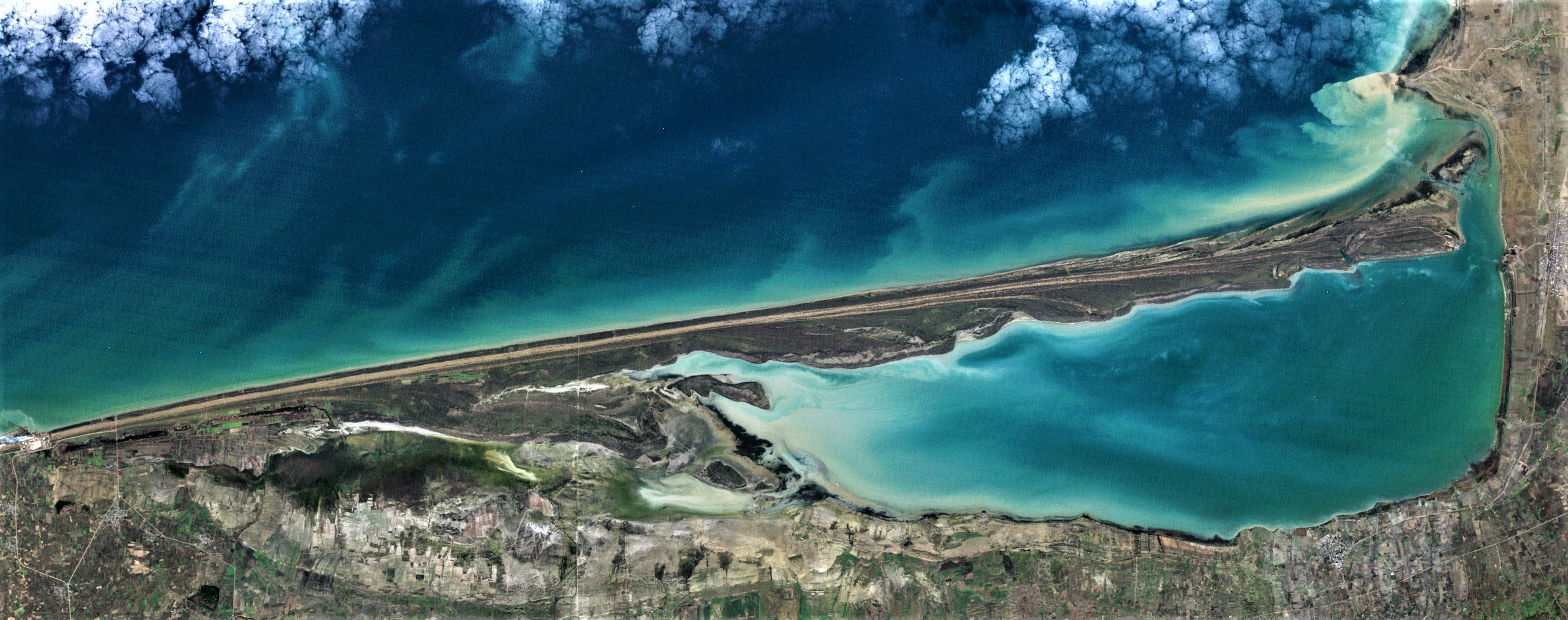
W połowie 1980, mimo pewnego podwyższenia poziomu Morza Kaspijskiego, część wschodnia Mierzei Miankale pokrywa teren dawnej wyspy Aszuradeh